# Билетин
„Билетин“ (на македонска литературна норма: Билетин) е гръцки комунистически вестник, орган на Народоосвободителния фронт, издаван на костурски български диалект в Гърция от 1945 до 1946 година.
Вестникът се издава от отдела за агитация и пропаганда на НОФ, а негов главен редактор е шефът на отдела Павле Раковски. Първият брой излиза на 17 юли 1945 година. От брой № 5 заглавиетое променено на „Билтен“ - сръбската формана думата бюлетин. По повод Илинден 1945 година излиза извънреден брой. До брой № 6 се печата на шапирограф в тираж 300 - 400 броя, а след това в печатница с тираж 1000 - 1500 броя. Последният брой излиза на 15 март 1946 година. Наследен е от вестник „Непокорен“ (1947 - 1949).